# Děčín hlavní nádraží
Děčín hlavní nádraží – główna stacja kolejowa w Děčínie, w kraju usteckim, w Czechach przy ulicy Čsl. mládeže 89/4. Jest ważnym węzłem kolejowym o znaczeniu krajowym. Znajduje się na wysokości 135 m n.p.m.
Jest zarządzana przez Správę železnic i obsługiwana przez České dráhy i innych przewoźników. Na stacji znajdują się kasy biletowe, na których istnieje możliwość zakupu biletów na wszystkie pociągi w tym międzynarodowe oraz rezerwacji miejsc.

## Linie kolejowe
- 073 Ústí nad Labem-Střekov – Děčín
- 081 Děčín – Rumburk
- 083 Děčín – Bad Schandau (– Dresden-Neustadt)
- 090 Praha – Ústí nad Labem – Děčín
- 132 Děčín – Oldřichov u Duchcova